# Tauranga

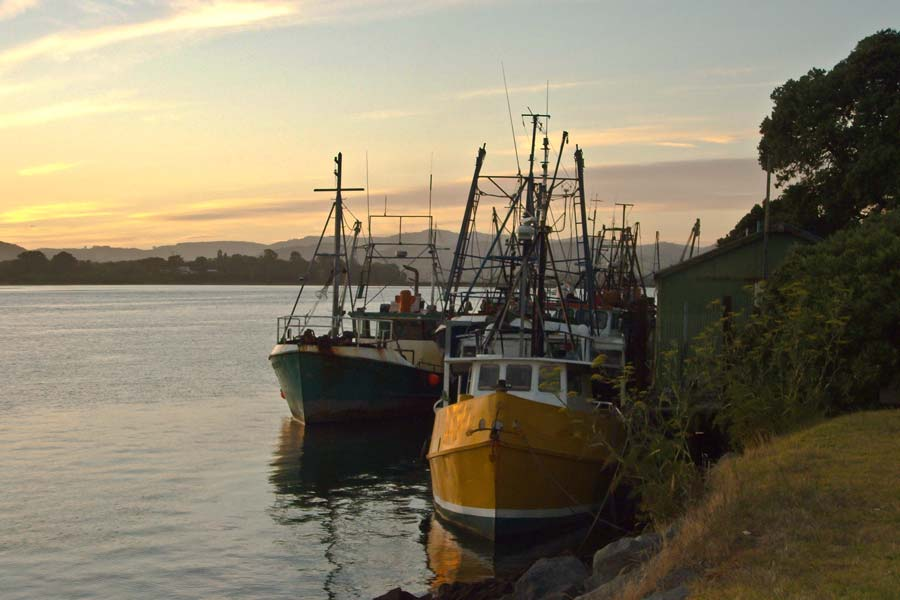

Tauranga là thành phố đông dân nhất trong khu vực Vịnh Plenty, trên đảo Bắc của New Zealand. Khu vực này có người định cư châu Âu trong thế kỷ 19 và đã được thành lập thành phố vào năm 1963. Thành phố Tauranga là trung tâm của khu đô thị lớn thứ sáu ở New Zealand, với dân số đô thị 120.000 người (ước tính tháng 6 năm 2010).
Thành phố nằm ở góc tây bắc của Vịnh Plenty, ở rìa phía nam-đông của bến cảng Tauranga. Thành phố có diện tích 168 km vuông, và bao gồm các cộng đồng (từ Tây sang Đông) Bethlehem, Matua, Otumoetai, Greerton, trung tâm Tauranga, Maungatapu, Welcome Bay, núi Maunganui, Bayfair và Papamoa.
Tauranga là một trong những trung tâm chính của New Zealand về kinh doanh, thương mại quốc tế, văn hóa, thời trang, và khoa học làm vườn. Đây là một trung tâm kinh tế quan trọng, là nơi có cảng lớn nhất ở New Zealand, cảng Tauranga.
Tauranga là một trong những thành phố tăng trưởng nhanh nhất New Zealand, với mức tăng 14% dân số giữa các thời kỳ điều tra dân số năm 2001 và điều tra dân số năm 2006.

## Khí hậu
| Dữ liệu khí hậu của Tauranga (1981−2010) | Dữ liệu khí hậu của Tauranga (1981−2010) | Dữ liệu khí hậu của Tauranga (1981−2010) | Dữ liệu khí hậu của Tauranga (1981−2010) | Dữ liệu khí hậu của Tauranga (1981−2010) | Dữ liệu khí hậu của Tauranga (1981−2010) | Dữ liệu khí hậu của Tauranga (1981−2010) | Dữ liệu khí hậu của Tauranga (1981−2010) | Dữ liệu khí hậu của Tauranga (1981−2010) | Dữ liệu khí hậu của Tauranga (1981−2010) | Dữ liệu khí hậu của Tauranga (1981−2010) | Dữ liệu khí hậu của Tauranga (1981−2010) | Dữ liệu khí hậu của Tauranga (1981−2010) | Dữ liệu khí hậu của Tauranga (1981−2010) |
| Tháng                                    | 1                                        | 2                                        | 3                                        | 4                                        | 5                                        | 6                                        | 7                                        | 8                                        | 9                                        | 10                                       | 11                                       | 12                                       | Năm                                      |
| ---------------------------------------- | ---------------------------------------- | ---------------------------------------- | ---------------------------------------- | ---------------------------------------- | ---------------------------------------- | ---------------------------------------- | ---------------------------------------- | ---------------------------------------- | ---------------------------------------- | ---------------------------------------- | ---------------------------------------- | ---------------------------------------- | ---------------------------------------- |
| Trung bình ngày tối đa °C (°F)           | 24.0 (75.2)                              | 24.0 (75.2)                              | 22.5 (72.5)                              | 19.9 (67.8)                              | 17.4 (63.3)                              | 15.1 (59.2)                              | 14.5 (58.1)                              | 15.0 (59.0)                              | 16.6 (61.9)                              | 18.1 (64.6)                              | 20.1 (68.2)                              | 22.3 (72.1)                              | 19.1 (66.4)                              |
| Trung bình ngày °C (°F)                  | 19.4 (66.9)                              | 19.6 (67.3)                              | 18.0 (64.4)                              | 15.5 (59.9)                              | 13.2 (55.8)                              | 10.8 (51.4)                              | 10.2 (50.4)                              | 10.7 (51.3)                              | 12.3 (54.1)                              | 13.9 (57.0)                              | 15.8 (60.4)                              | 18.0 (64.4)                              | 14.8 (58.6)                              |
| Tối thiểu trung bình ngày °C (°F)        | 14.8 (58.6)                              | 15.3 (59.5)                              | 13.5 (56.3)                              | 11.0 (51.8)                              | 9.0 (48.2)                               | 6.6 (43.9)                               | 5.9 (42.6)                               | 6.4 (43.5)                               | 8.0 (46.4)                               | 9.7 (49.5)                               | 11.4 (52.5)                              | 13.6 (56.5)                              | 10.4 (50.7)                              |
| Lượng Giáng thủy trung bình mm (inches)  | 76.0 (2.99)                              | 86.6 (3.41)                              | 92.7 (3.65)                              | 120.9 (4.76)                             | 105.7 (4.16)                             | 115.7 (4.56)                             | 127.4 (5.02)                             | 112.3 (4.42)                             | 87.6 (3.45)                              | 90.4 (3.56)                              | 75.3 (2.96)                              | 90.3 (3.56)                              | 1.180,9 (46.49)                          |
| Số ngày giáng thủy trung bình (≥ 1.0 mm) | 6.4                                      | 7.0                                      | 8.0                                      | 8.4                                      | 8.6                                      | 10.9                                     | 11.5                                     | 11.8                                     | 10.4                                     | 10.3                                     | 9.1                                      | 8.2                                      | 110.4                                    |
| Độ ẩm tương đối trung bình (%)           | 74.4                                     | 77.7                                     | 77.7                                     | 80.4                                     | 83.3                                     | 85.5                                     | 84.1                                     | 81.9                                     | 77.4                                     | 75.2                                     | 73.4                                     | 74.8                                     | 78.8                                     |
| Số giờ nắng trung bình tháng             | 261.5                                    | 217.3                                    | 214.0                                    | 183.9                                    | 165.3                                    | 135.4                                    | 151.0                                    | 173.4                                    | 174.1                                    | 212.7                                    | 224.2                                    | 232.7                                    | 2.345,6                                  |
| Nguồn: NIWA Climate Data                 |                                          |                                          |                                          |                                          |                                          |                                          |                                          |                                          |                                          |                                          |                                          |                                          |                                          |